# Gran Premio Costa degli Etruschi 2009
Il Gran Premio Costa degli Etruschi 2009, quattordicesima edizione della corsa e valida come evento dell'UCI Europe Tour 2009 categoria 1.1, fu disputata il 7 febbraio 2009, su un percorso di 193 km. Fu vinta dall'italiano Alessandro Petacchi, al traguardo con il tempo di 4h44'34" alla media di 40,693 km/h.
Partenza con 185 ciclisti, di cui 136 portarono a termine il percorso.

## Ordine d'arrivo (Top 10)
| Pos. | Corridore             | Squadra       | Tempo    |
| ---- | --------------------- | ------------- | -------- |
| 1    | Alessandro Petacchi   | LPR Brakes    | 4h44'34" |
| 2    | Jacopo Guarnieri      | Liquigas      | s.t.     |
| 3    | Robert Hunter         | Barloworld    | s.t.     |
| 4    | Francesco Ginanni     | Diquigiovanni | s.t.     |
| 5    | Marko Kump            | Adria Mobil   | s.t.     |
| 6    | Luca Paolini          | Acqua & Sap.  | s.t.     |
| 7    | Marco Frapporti       | CSF Group     | s.t.     |
| 8    | Oscar Gatto           | ISD-Neri      | s.t.     |
| 9    | Francesco Rivera      | Amica Chips   | s.t.     |
| 10   | Krzysztof Szczawinski | Miche         | s.t.     |